# Супрессорная мутация
Супре́ссорная мута́ция — мутация, восстанавливающая дикий фенотип (изменённый предшествующей мутацией) без восстановления исходного генотипа. Этим супрессорные мутации отличаются от обратных мутаций, которые точно восстанавливают исходный генотип.
Супрессорные и обратные мутации приводят к появлению ревертантов.
Супрессорные мутации могут происходить как в исходном гене, так и в каких-либо других участках хромосомы (тогда говорят об интрагенных и экстрагенных супрессорных мутациях соответственно).